# نيلسون أنطونيو دينيس
نيلسون أنطونيو دينيس (بالإنجليزية: Nelson Antonio Denis)‏ هو محامي وصحفي وكاتب سيناريو ومخرج وسياسي أمريكي، ولد في 1955 في نيويورك في الولايات المتحدة. حزبياً، نشط في الحزب الديمقراطي. وقد انتخب عضو جمعية ولاية نيويورك.

## روابط خارجية
- نيلسون أنطونيو دينيس على موقع IMDb (الإنجليزية)
- نيلسون أنطونيو دينيس على موقع أول موفي (الإنجليزية)
- نيلسون أنطونيو دينيس على موقع كينوبويسك (الروسية)